# Godine nestvarne
Godine nestvarne è il primo album in studio della cantante croata Nina Badrić, pubblicato nel 1995.

## Tracce
1. Godine nestvarne – 6:13
2. Još uvijek sam tu – 5:41
3. Meni bi htio – 5:25
4. Jumpin' Down – 5:35
5. Take Me Higher – 5:13
6. Istina – 5:49
7. I ponekad kada – 6:13
8. Heard That Sound – 5:24
9. Samo tvoja sam bila – 5:34
10. Da li ikada – 5:50
11. Odlaziš zauvijek – 4:48
12. Istina – 3:11
13. Godine nestvarne – 6:37